# Фарход Гафури
Фарход Гафури (Гафуров Фарход Джамшедович; род. 7 июля 1993 года, в городе Вахдат, Таджикистан)— певец, журналист, режиссёр и предприниматель. Автор программы «Из сердце к сердцу» на первом государственном телеканале Таджикистан

## Биография
Родился в городе Вахдат. Учился в музыкальной школе-лицее для одаренных учеников им Фозил Солиева по классу Фортепиано и Вокал. В 2011 году после окончания лицея, поступил в Таджикский Государственный институт культуры и искусства имени «Мирзо Турсунзаде» по специальности «Режиссер» и в 2016 году окончил ее с красным дипломом. Свою профессиональную карьеру начал в 2017 году в Государственном телеканале «Варзиш ТВ», работал режиссером в отделе информационных передач занимался подготовкой и просвещения спортивных новостей. После работал в отделе передачи примой трансляции. Где выходил в прямой эфир.

## Творчество
Первое исполнительское выступление было на телевизионном конкурсе «Мумтоз» на канале «Сафина» с песней «Мама» в 2016 году, где Фарход занял второе место. Данный успех, послужил поводом его приглашение на участие в телевизионном фильме «Беглецы». В том же году, его саундтрек к фильму «Незваный гость» был призван лучшим и принес ему большой успех и признание зрителя После чего, его песня «Очарован тобой» была признана одним из лучших по итогам года и в его же исполнении прозвучала на ежегодном конкурсе «Песня года». Недавно Фарход Гафури исполняет свои новый песни (Хадя кардам). Был приглашён на участие в телевизионном программе «Субхи як хунарманд» в телевидение «ТВ Синамо» в 2016 году.
В сотрудничестве со СМИ — с Известной журналистки газеты «Зан ва Мард» организовали авторский программа «Аз дил ба Дил» с участием известных исполнителей, блогеров, реперов и известный предпринимателей и получил популярность среди в социальных сетях и авторы были приглашения на радио передачу «Радио Ватан» на примой эфир (Вопросы и ответы с радиослушателями) Другая авторский передача «Мехмони ситорахо» о жизни и деятельности популярных исполнителей и известный предпринимателей.
Так же является создателем музыкального лейбла «Tajik Music»

## Дискография

### Альбомы
| Год       | Артист        | Название песни         |
| --------- | ------------- | ---------------------- |
| 2018-2022 | Фарход Гафури | Fasonak                |
| 2018-2022 | Фарход Гафури | Hadya Kardam           |
| 2018-2022 | Фарход Гафури | Boz Biyo               |
| 2018-2022 | Фарход Гафури | Aziza                  |
| 2018-2022 | Фарход Гафури | Dilam Devonai Gham Ast |
| 2018-2022 | Фарход Гафури | Mohrui Man             |
| 2018-2022 | Фарход Гафури | Oshiqi Rui Tuyam       |
| 2018-2022 | Фарход Гафури | Doostet Doram          |
| 2018-2022 | Фарход Гафури | Oshiqi durughay        |
| 2018-2022 | Фарход Гафури | Khokistari Ishq        |
| 2018-2022 | Фарход Гафури | Ishqi Tu               |
| 2018-2022 | Фарход Гафури | Khudo Yoram            |
| 2018-2022 | Фарход Гафури | Modar                  |

| Год  | Артист        | Название песни      |
| ---- | ------------- | ------------------- |
| 2024 | Фарход Гафури | Girya Makun         |
| 2024 | Фарход Гафури | Yod Kardam          |
| 2024 | Фарход Гафури | Yod Kardam (Guitar) |
| 2024 | Фарход Гафури | Dustat Doram        |

## Награды и премии
| Награды                     |
| --------------------------- |
| 2018 Darvoz Show            |
| 2019 Tajik Music Production |
| 2020 TajMedia Tj            |
| 2022 Farhod Gafuri          |
| 2022 Darvoz Show            |